# Gurue (distrito)

localização do distrito do Gurué em Moçambique

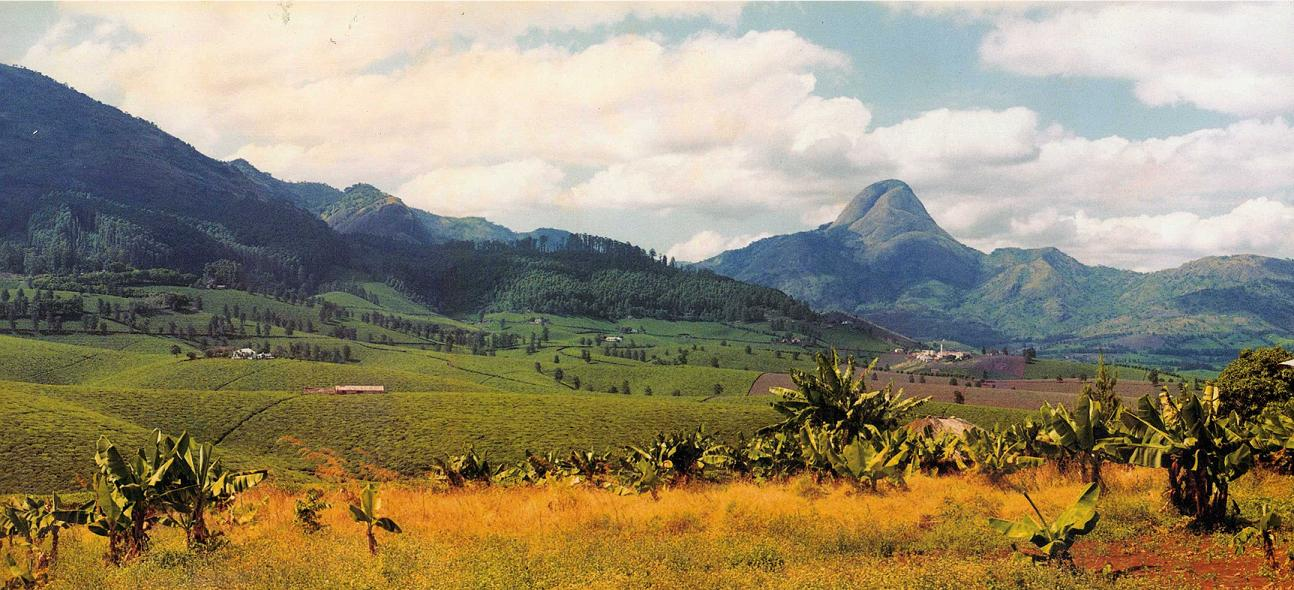
Paisagem de Gurue com o Monte Muresse

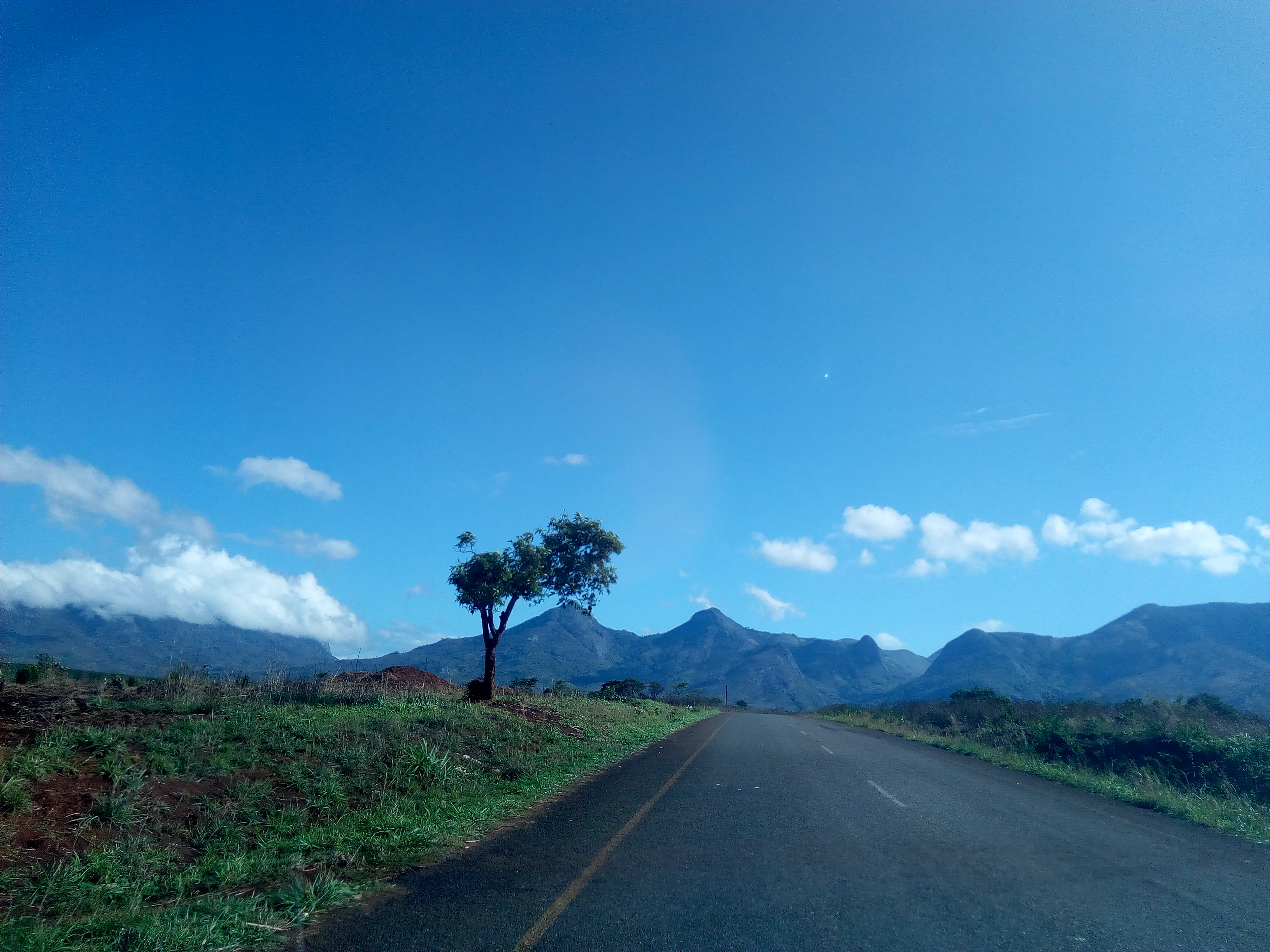
Paisagem do distrito de Gurue com montanhas ao fundo

Gurue (alternativamente também Gurué, Gúruè ou Gurúè e oficialmente em  Moçambique Guruè) é um distrito da província da Zambézia, em Moçambique, com sede na cidade de Gurue. Tem limite a norte com o distrito de Malema da província de Nampula, a noroeste com o distrito de Cuamba da província de Niassa, a sudoeste com o distrito de Milange, a sul com os distritos de Namarroi e Ile e a leste com o distrito de Alto Molócue. 

## Demografia
Em 2007, o Censo indicou uma população de 297 935 residentes. Com uma área de 5606  km², a densidade populacional rondava os 53,15 habitantes por km².
De acordo com o Censo de 1997, o distrito tinha 197 179 habitantes, daqui resultando uma densidade populacional de 35,2 habitantes por km².

## Clima
O clima do Gurue é considerado temperado. Os verões têm temperaturas entre os 30  °C e 40 °C. Os invernos têm temperaturas na ordem de 17 °C a 20 °C. Tal como para os climas tropicais, consideram-se somente duas estações: a época das chuvas para a estação mais quente e a época seca para a estação mais fria.

## Divisão administrativa
O distrito de Gurue está dividido em três postos administrativos, Sede (Gurue-Sede), Lioma e  Mepuagiua, compostos pelas seguintes localidades:
- Posto Administrativo Sede
- Posto Administrativo de Lioma:
  - Lioma
  - Magige
  - Mualijane
  - Nintulo
- Posto Administrativo de Mepuagiua:
  - Incize
  - Mepuagiua
  - Mugaveia
  - Nicoropale
  - Nipive

A localidade de Tetete foi transferida para o distrito de Molumbo em 2013.
Gurue foi elevada a cidade em 24 de Fevereiro de 1972, e à categoria de município em 1998.

## Economia
A economia do Gurue depende principalmente, 90%, das plantações de chá, mas também se podem encontrar plantações de outros tipos: café, fruta, etc.

## Espécies animais
Em 1998, uma expedição de ornitologia ao Gurue redescobriu a única espécie endémica do país, o Namuli Apalis, um pássaro que não era visto desde a sua descoberta em 1932. Sabe-se agora que existe em grande quantidade destas aves nas florestas daquela zona.
De acordo com uma expedição científíca recente da Cidade do Cabo "numa terra de tantos tesouros nacionais, o Monte Namuli, uma elevação próxima do Gurue, com 2419 m e a segunda montanha mais alta em Moçambique, é a jóia da corôa" e "um sítio de alta prioridade para observação de pássaros em África".[carece de fontes?]